# Ново-Кріушанська волость
Ново-Кріушанська волость — історична адміністративно-територіальна одиниця Богучарського повіту Воронізької губернії з центром у слободі Нова Кріуша.
Станом на 1880 рік складалася 2 поселень, єдиної сільської громади. Населення — 5795 осіб (2886 чоловічої статі та 2909 — жіночої), 814 дворових господарств.
|                     | Площа, десятин | У тому числі орної, дес. |
| ------------------- | -------------- | ------------------------ |
| Сільських громад    | 18535          | 15801                    |
| Приватної власності | —              | —                        |
| Іншої власності     | 116            | 116                      |
| Загалом             | 18651          | 15917                    |

Поселення волості на 1880 рік:
- Нова Кріуша — колишня державна слобода при річці Кріуша за 62 версти від повітового міста, 5071 особа, 716 дворів, православна церква, школа, 2 лавки.
- Собацький — колишній державний хутір при річці Кріуша, 695 осіб, 98 дворів, православна церква.

За даними 1900 року до волості відносились:
- слобода Нова Кріуша;
- хутір Собацький;
- хутір Вязівський (Дубовської);
- слобода Скрипнікова (Михайлівка, Верхнє);
- хутір Митрофанова;
- власницький хутір Попова Сеньківка;
- 2 власницьких хутори Семена Воскобойнікова;
- лісова сторожка Івана Урсула;

1915 року волосним урядником був Андрій Іванович Цирульніков, старшиною був Василь Сергійович Жданов, волосним писарем — Олександр Захарович Конський.